# Кеммер, Николас
Николас Кеммер (англ. Nicholas Kemmer; 7 декабря 1911, Санкт-Петербург — 21 октября 1998, Лондон) — английский физик-теоретик.

## Биография
Родился в 1911 году в Санкт-Петербурге. В 1922 году его семья переехала в Германию, где он учился в школе Ганновера, а затем в Гёттингенском университете. В 1935 году он получил докторскую степень по ядерной физике в университете Цюриха.
В 1936—1949 годах работал в Имперском колледже в Лондоне, в 1940—1946 годах — в Кембридже и Монреале, 1946—1953 годах — в Кембриджском университете. С 1953 года — профессор физики Эдинбургского университета.
Член Лондонского королевского общества (с 1956).
Научные работы в области математической физики, квантовой теории поля, физики элементарных частиц, теории ядерных сил, квантовой статистики.
В 1938 году независимо от других предсказывал существование нейтральных мезонов, предложив симметричную теорию ядерных сил, вычислил магнитный момент нуклона.